# 暗夜魔法使
《暗夜魔法使》（日語：ナイトウィザード），是2002年由Enterbrain出版的桌上角色扮演遊戲，作者为F.E.A.R.公司的；於2007年10月发行第二版规则书，於2014年7月发行第三版规则书。
本作以现代社会为舞台，描写暗中守护世界的魔法使们的活跃，是带有轻小说风格的Low Fantasy属作品。其世界设定的氛围，受到Alice Soft的游戏的强烈影响。像Gunner's Broom、Witch Blade这样的机械式魔法之帚，成为了该作的标志性物品。
此游戏通过在与TRPG无关的杂志上连载官方Replay，启用声优在Net Radio上发布情报等手段，逐渐聚集了不小的人气。其派生作品有PC上与之同名的成人游戏，以及2008年2月在PS2上发售的AVG游戏。
《Fami通PLAYSTATION+》自2007年6月号开始也连载此作相关漫画《Night Wizard! Variable Witch》。
由HAL FILM MAKER制作，衔接第一版与第二版的动画，于2007年10月到同年12月在日本播出。

## 世界設定

### Far The Earth
与我们居住的现代地球酷似但又有许多微妙不同的世界，为「世界结界」所保护，排斥一切反「常识」的现象（亦会排斥魔法、Wizard与侵魔的存在），且具有自动维护常识的功能（比如普通人被卷进Wizard和侵魔的战斗而死，会处理成交通事故意外死亡等）。
「Far The Earth」是菊池笔下的多元宇宙「主八界」中的第八世界（各世界之间为並行关系，而每个世界都可能有作为其平行世界的存在）。

### 月衣和月匣
月衣是Wizard擁有的隔絕常識的個人结界（和侵魔的月匣類似，都能中和世界結界的抑止力），既是存放物品的四次元口袋（注：有重量限制，而且不能放人），也可防護一切常識性傷害（肉身突入大氣層也是無傷）。
月匣是一種Ruler以Core為中心展開的大型結界，可以遮断世界结界的制限。Longinus部隊持有月匣發生裝置，特殊的Wizard也可以展開不同性盾的月匣。侵魔展開的月匣中一般有紅月升起。

### 侵魔與冥魔
來自裏界（Far Side）侵魔是第一版中的主要敵人，当它们收集到足够的「Prana」后，其月匣可以反过来吞噬世界结界，Wizard正是为此而与之战斗。在月匣里，世界结界无法干涉，Wizard可以全力全开。侵魔免疫常识性科学武器，只有Wizard能击败他们。
来自暗界的敌人——冥魔，将是第二版中的主要敌人，他们也是多元宇宙的共通之敌。

#### 里界
里界（Far Side）是侵魔们居住的异世界，其设定参考了但丁的神曲。

#### 魔王
魔王就是高级侵魔（也有古代神混在其中），基本全为萌系美女和美少女，其名字多来自「所罗门七十二柱」。
侵魔其实是由里界的古代神创造的，但不知道古代神存在的Wizard，一般都会将古代神、魔王级Emulator和侵魔混为一谈。
在里界之外出现的魔王，是本体的映像，即使被击败，只会削弱力量，并不会死亡，但恢复需要很长的时间。

### Prana
「Prana」是「Night Wizard」世界中的生命之力，在各种生物中普遍存在，也被称作「气」、「Aura」、「存在之力」等。Wizard持有大量、优质的Prana，在使用「Prana解放」（动画中表现为散发金光）时，可以提取Prana对能力和判定进行修正。Prana含量最丰富的职业是勇者。侵魔死后掉下的「魔石」就是「Prana」结晶。

### 箒
昔时用来飞行的魔女扫帚，经由魔法与现代科学的融合，已经产生了巨大的变化，有着多种多样的用途。还可以追加各种组件（Option parts）。

### 魔法使的组织
- 世界魔术师协会：由Angelot领导的世界规模的魔法使互助组织，其总部设在异空间中的“Angelot宫殿”内。
  - 「真昼之月」Angelot：第八世界「Far The Earth」的守护者，亚神，职业为使徒。
- Longinus：直属于Angelot的精英部队，全称「超时空多次元机甲特务武装黄金天翼神圣魔法骑士团」。
- 辉明学园：秘密培养Wizard的魔法使组织之一。
  - 秋葉原分校：动画「Night Wizard The Animation」的舞台。
  - 武藏野分校：PC游戏「Night Wizard 魔法大战 -The Peace Plan to Save the World-」的舞台。
  - 辉明学园大学：辉明学园的高等教育机构，本校在池袋。
- 绝灭社：Wizard组成的佣兵组织，其中强化人较多。
- Dangard魔法学院：教授西洋魔法的学院，校舍位于英格兰的格拉斯顿伯里，周边被浓雾包围，一般人无法进入。

## 职业设定

### 属性
属性决定了人物的主要能力值和所能使用的魔法种类。
- 天：象征光与法的属性，适合使用治愈魔法。
- 冥：象征暗与混沌的属性，适合使用攻击魔法。
- 地：象征大地与安定的属性，适合进行白兵战。
- 水：象征海与调和的属性，适合使用全部魔法。
- 火：象征炎与破坏的属性，适合进行白兵战。
- 风：象征大气与自由的属性，适合进行射击战。
- 虚：象征虚空与无的属性，适合进行白兵战。

### 能力值
基本能力值主要由属性决定，共有筋力、灵巧、敏捷、精神、智力、信仰、知觉、幸运等八项。
战斗值由基本能力值算出，再加上职业与装备的修正，共有命中、回避、攻击、防御、魔导、抵抗、魔攻、魔防、耐久力、魔法力、行动值等十一项。

战斗值不仅仅在战斗中使用。

### 第一版的职业
上位者（Great One）
曾经的上位存在，现在多失去了原来的力量和记忆。拥有引发奇蹟的能力。
陰陽師（Card Master）
使用咒符驱使式神的日本传统派Wizard，符术能使魔法的发动简略高速化。辉明学园允许阴阳师们穿着神道服上学。
吸血鬼（Vampire）
和人类一起战斗的吸血贵族，魔法与肉搏双通，不受衰老、毒与病的侵袭。
強化人（Killing Machine）
为战斗而强化了肉体与精神的Wizard，擅长各类武器，持有极高的物理攻击力。
使徒（Apostle）
神和守护者等上位存在派遣的使者，具有天使的形态。
人造人（Homunculus）
Wizard通过研究贤者之石而创造的人工生命体，四肢可以为战斗而变形。
人狼（Werewolf）
可以在人与狼之间切换形态的自然之子，以爪牙取胜的速度型格斗战士。
聖職者（Exorcist）
受到神的祝福而持有退魔之力的宗教人士。
轉生者（Returner）
在现代转生的超古代文明的战士，持有以失落技术所制造的强力「遗产」。
忍者（Ninja）
精通侦查与暗杀的现代忍者，移动和回避力高。
魔劍使（Sword Master）
与一种魔器（不一定是剑）相伴的战士职业，随着等级的提升，其魔器也会逐渐成长。
魔術師（Mage（第一版）、Magius（第二版））
西洋传统派的Wizard，以「魔导书」为武器，精通各种魔法，在现存的Wizard中人数最多。
魔物使（Tamer）
召唤魔物作为伙伴的Wizard，魔物可以作武器也可以作盾。
勇者（Excellent Warrior（第一版）、Hero（第二版））
由地球挑选出来拯救世界的Wizard，被授予了莫大的力量，拥有极高的成长率，持有可一发逆转局势的特技。
夢使（Dream Hunter）
擅长操作精神的Wizard，持有可强化能力的自我暗示特技。顶级的梦使甚至可以连接幻梦神的精神，修改掷骰结果。
龍使（Kung-fu Master）
自由操纵「Prana」流的Wizard，精通徒手战斗（也可装备格斗用箒），肉体可发出不逊于魔器和遗产的威力。

### 第二版新增職業
侵魔召喚師（Emulator Summoner）
墮落之子（Dark Hero）

### 延伸資料書：School Maze新增職業
異能者（Mutant）
武士（Samurai）
仙人（Taoist）
鍊金術師（Alchemist）

### 延伸資料書：Soul Arts新增職業
同調者
箒騎士

## 動畫

### 製作人員
- 原作：菊池／F.E.A.R.（Enterbrain上連載）
- 監督：山本裕介
- 執行製作人：春田克典
- 企畫：吉田博昭、沼生祐介、森、志倉千代丸
- 角色原案：石田
- 角色設定：下谷智之、
- 魔王設計協力：
- 總作畫監督：下谷智之
- 系列構成：
- 劇本：藤、吉村清子
- MONO設計：澁谷一彥
- 服裝設計：
- 怪物設定：安彥英二
- 色彩設計：谷本千繪
- 美術監督：阿部幸惠（Studio Easter）
- 美術設定：松本浩樹（Studio Easter）
- 攝影監督：和田尚之（旭Production）
- 編輯：坪根健太郎（REAL-T）
- 音響監督：本山哲
- 音響製作：Omnibus Promotion
- 音響管理：Free March
- 音樂：TAMAYO、濱田貴司
- 音樂製作：5pb.
- 音樂製作人：森田純正、TAMAYO
- 效果：出雲範子（Swara Production）
- 收錄錄音室：Tavac
- 製作人：皆川護、須藤奈穂美、鈴木健太、市川和弘
- 動畫製作人：金子文雄
- 動畫製作：Hal Film Maker
- 製作：NW.FP（HAL、TYO、Kids Station、Enterbrain、5pb.）

### 角色人物與配音人員
- 柊蓮司：矢薙直樹
- 志寶艾莉絲：宮崎羽衣
- 赤羽吴叶：佐藤利奈
- 緋室灯、安賽蘿德：小暮英麻
- 貝爾·瑟法：後藤邑子
- 禮歐·古恩塔：柚木涼香
- 霧人：渡邊明乃
- 旁白：遠藤憲一
- 拉拉·慕：久川綾
- 裘·卡：桑島法子
- 真由理·凡絲袒茵：明坂聰美
- 安藤來栖：田中秀幸
- 悠：木下紗華
- 夢魘：檜山修之
- 菲霧絲·莫魯：松來未祐
- 「叔叔大人」：土師孝也
- 赤羽桐華：莊真由美
- 愛咪：皆口裕子
- 郎基努斯·小泉、現場監督、奇麥伊拉：小泉豐
- 郎基努斯·小島芽：
- 亞賽爾·伊普利斯：植田佳奈
- 老師：
- 校長：杉崎亮

### 各集標題
| 集數 | 日文標題 | 中文標題翻譯                        | 劇本     | 分鏡     | 演出              | 作畫監督                  |
| ---- | -------- | ----------------------------------- | -------- | -------- | ----------------- | ------------------------- |
| 1    |          | 「月匣」 ～紅之月、碧之瞳～         | 藤咲     | 山本裕介 | 熊澤祐嗣          | 土屋圭                    |
| 2    |          | 「下降之男」 ～世界被狙擊～         | 藤咲     | 大脊戶聰 | 大脊戶聰          | 川元                      |
| 3    |          | 「兩個火焰」 ～墮落的墨瓦腊泥加～   | 藤咲     | 佐山聖子 | 福田貴之          | 屋幸秀                    |
| 4    |          | 「霧人」 ～月上的相遇～             | 吉村清子 | 本田敬一 | 宮本幸裕          | 本田敬一                  |
| 5    |          | 「孤島」 ～兩位魔劍使～             | 藤咲     | 河本昇悟 | 中山敦史          | 阿部智之                  |
| 6    |          | 「惡夢」 ～艾莉絲不覺醒～           | 吉村清子 | 桐生勇作 | 桐生勇作          | 若山政志                  |
| 7    |          | 「小小的牽絆」 ～艾莉絲的禮物～     | 藤咲     | 佐藤順一 | 水本葉月          | 谷川亮介                  |
| 8    |          | 「穿越時代」 ～少女之塔～           | 吉村清子 | 熊澤祐嗣 | 熊澤祐嗣          | 丹羽恭利 鹽川貴史         |
| 9    |          | 「潘多拉的盒子」 ～貝爾對安賽蘿德～ | 藤咲     | 大脊戶聰 | 大脊戶聰          | 岩崎光洋 海堂             |
| 10   |          | 「破壞神」 ～卡涅阿德斯船板～       | 吉村清子 | 河本昇悟 | 黑田幸生          | 清水泰夫                  |
| 11   |          | 「記憶的碎片」 ～在幻想裡跳舞～     | 藤咲     | 佐藤順一 | 後藤圭二          | 松本健太郎 青木美穗       |
| 12   |          | 再見                                | 吉村清子 | 河本昇悟 | 福田貴之          | 若山政志 鹽川貴史         |
| 13   |          | 生日快樂                            | 藤咲     | 山本裕介 | 山本裕介 熊澤祐嗣 | 、海堂 谷川亮介、下谷智之 |

## 相关商品一览

### TRPG 規則書與追加製品

#### 规则书第一版
- Night Wizard!
- Night Wizard! Sourcebook 《Stardust Memories - 星之继承者》（收录Replay）
- Night Wizard! Sourcebook 《Longinus》（收录Replay《～HUMAN SYSTEM》）
- Night Wizard! Fanbook 《Power of Love》（收录Replay/Drama）
- Night Wizard! Fanbook 《Reach for the Stars》（收录Replay和Drama）
- Night Wizard! Scenario Pack 《Over Night》（第一版补充资料）

#### 规则书第二版
- Night Wizard! The 2nd Edition
- Night Wizard! The 2nd Edition Sourcebook 《School Maze》
- Night Wizard! The 2nd Edition Sourcebook 《Labyrinth City》
- Night Wizard The 2nd Edition Sourcebook 《Soul Arts》
- Night Wizard The 2nd Edition Sourcebook 《Far The Earth》
- Night Wizard The 2nd Edition Sourcebook 《Red Moon》
- Night Wizard The 2nd Edition Sourcebook 《Never Surrender》
- Night Wizard! The 2nd Edition Fanbook 《Fly Me To The Moon》
- Night Wizard! The 2nd Edition Fanbook 《Operation Chaos》
- Night Wizard! The 2nd Edition Fanbook 《Stardust Tears》
- Night Wizard The 2nd Edition Fanbook 《Broom Maiden》
- Night Wizard The 2nd Edition Fanbook 《End of Eternity》
- Night Wizard The 2nd Edition Fanbook 《Final Countdown》
- Night Wizard The 2nd Edition Fanbook 《Ultimate Enemy》

#### Replay（官方跑团记录）
- Night Wizard! Replay
- Night Wizard! Replay
- Night Wizard! Replay
- Seven Fortress Replay
- Seven Fortress&Night Wizard Replay
- Night Wizard! The 2nd Edition Replay
- Night Wizard! The 2nd Edition Replay
- Night Wizard! The 2nd Edition Replay
- Night Wizard! The 2nd Edition Replay
- Night Wizard! The 2nd Edition Replay
- Night Wizard! The 2nd Edition Replay
- Night Wizard! The 2nd Edition Replay

#### 小说
- Night Wizard! Novel
- Night Wizard! Novel （同名Replay的小说版）
- Night Wizard! The ANIMATION
- Night Wizard! Novel
- Night Wizard! Anthology Novel
- Night Wizard! Novel
- Night Wizard! The 2nd Edition Anthology Novel

#### 漫畫
- 標題：Night Wizard! Variable Witch（ナイトウィザード ヴァリアブルウィッチ）
- 作者：貓貓貓
- 單行本：

1. （日語） ISBN 4757738722
2. （日語） ISBN 4757743904

- 標題：
- 作者：みかきみかこ
- 單行本：

1. （日語） ISBN 4047283452
2. （日語） ISBN 4047291196

### 畫集
- 石田畫集 Flying Colors

### 游戏
- Night Wizard 魔法大战 -The Peace Plan to Save the World-（RUNE开发，成人游戏）
- Night Wizard The Video Game -Denial of the World-（5pb.开发，PS2平台，2008年2月28日发售）

### 动画DVD与CD

#### DVD
- Night Wizard The ANIMATION Vol.1～Vol.7（第一卷仅收录第一话，其余各卷每卷收录两话）

##### Audio Commentary
- 动画篇客人
  - 第1回：宮崎羽衣
  - 第2回：矢薙直樹
  - 第3回：小暮英麻
  - 第4回：宮崎羽衣
  - 第5回：後藤邑子
  - 第6回：佐藤利奈
  - 第7回：宮崎羽衣
- TRPG篇客人
  - 第1回：无
  - 第2回：小暮英麻
  - 第3回：田中信二
  - 第4回：鈴吹太郎
  - 第5回：みかきみかこ
  - 第6回：井上純弌
  - 第7回：田中天

#### CD

##### 主题歌
- Night Wizard The ANIMATION OP KURENAI／宮崎羽衣
- Night Wizard The ANIMATION ED Erinyes／BETTA FLASH

##### 角色歌曲
- Vol.1 志寶艾莉絲（聲優：宮崎羽衣）「Satisfaction」
- Vol.2 赤羽紅羽（聲優：佐藤利奈）「WHITE　HEART」
- Vol.3 緋室灯（聲優：小暮英麻）「Destiny」
- Vol.4 貝爾·瑟法（聲優：後藤邑子）「Darkness」
- Vol.5 禮歐·古恩塔（聲優：柚木涼香）

##### 原声集
- The Original Soundtracks 「Night Wizard! The ANIMATION」
- 「Night Wizard! The ANIMATION」 The BEST Vocal Collection